# Chlynovia
Genre
Espèce
Chlynovia est un genre éteint de thérapsides thérocéphales appartenant à la famille Ictidosuchidae (en), ayant vécu durant le Permien supérieur de l'actuelle Russie. Une seule espèce est connue, Chlynovia serridentatus, nommée en 2000 par la paléontologue Leonid Petrovitch Tatarinov. Plusieurs spécimens fossiles sont connus de la ville de Kotelnitch, situé dans l'oblast de Kirov.

## Classification
Chlynovia était à l'origine classée dans les Scaloposauria, un groupe de thérocéphales caractérisés par leur petite taille et leur crâne légèrement construit. Les scaloposauriens ne sont actuellement plus reconnus comme un véritable regroupement, mais représentent plutôt les formes juvéniles de nombreux types de thérocéphales. Chlynovia a été placé dans la famille des Perplexisauridae avec Perplexisaurus, mais les deux thérocéphales sont maintenant placés dans la famille des Ictidosuchidae (en).

## Paléobiologie
Les restes fossiles de Chlynovia ont été trouvés dans la formation d'Urpalov au sein de la région de Kirov, en Russie. Les restes de Chlynovia ont été trouvés aux côtés de paréiasaure et de thérapsides dans le membre de Vanyushonkov. Ces animaux constituent ce qu'on appelle l'assemblage de Kotelnitch.

## Synonyme?
Paleobiology Database, en 2022, indique que ce taxon est un synonyme de Perplexisaurus.